# 楚漢春秋
楚漢春秋（そかんしゅんじゅう）は、古代中国の前漢代、紀元前2世紀に陸賈が著した歴史書である。秦の末期から漢の初めまでを扱う。全9篇。失われたが、逸文が伝わる。

## 解説
陸賈は劉邦に仕えた儒者で、『新語』12篇を著して国の興亡を筋道だてて説いた人である。
『楚漢春秋』9篇は、『漢書』芸文志が載せる書籍一覧の中で挙げられており、後漢の書庫に収蔵されていたのであろう。「楚漢」の楚は、秦の滅亡後に劉邦の漢と天下を争った項羽の西楚を指す。『春秋』は孔子が編纂したとされる歴史書である。『史記索隠』や『史記集解』といった『史記』の注釈書のほか、北宋時代の『太平御覧』で参照されるので、10世紀まで読まれたことは確かだが、今では失われた。書籍に引用された逸文を、清代に茆泮林が集めたのが『十種古逸書』である。
逸文を通じて知られる内容でもっとも古いのは、滅亡直前の楚のために戦った将軍項燕が殺されたことである。もっとも新しい内容は、文帝時代の呉の太子劉賢の名である。よって、対象にした時代はおおよそこの範囲であろう。そのほか、項梁の蜂起、鴻門の会、項羽が劉邦の父を殺すと脅したこと、垓下の戦い、韓信が若い頃ある亭長の家に寄食してその妻に冷遇されたこと、背水の陣、王となった韓信が失脚して淮陰侯となること、劉邦の太子（後の恵帝）が廃されそうになったときに輔佐役となった4人の賢者のことなど、『史記』に見える多くの有名なエピソードが『楚漢春秋』にも記されていた。

## 『史記』による利用
司馬遷は楚漢の時代を扱うときに『楚漢春秋』を「述べた」と、『漢書』司馬遷伝にはある。「述べて作らず」は当時の美徳であり、司馬遷自身も「故事を述べるのであり」「作るのではない」と答えたことがある。さらに言えば『漢書』も、『史記』と重なるところでは同じ文章で綴ることが多い。『楚漢春秋』と『史記』の関係でも、材料として利用しただけにとどまらず、同じ文で書いた箇所が含まれる可能性がある。『史記索隠』や『史記集解』は、『史記』と『楚漢春秋』の違いをいちいち記しており、これは違いが多いことと同時に、違わない点もまた多いことを裏から示唆するものである。劉知幾は、8世紀初めの『史通』で、『史記』と『楚漢春秋』には異なる点が多いと評し、特に酈食其が劉邦に面会したときの話、劉邦が鴻鵠を歌った話はまったく異なると指摘した。酈食其についての異伝は逸文で伝わる。結局、『史記』は『楚漢春秋』を利用しているが、まったく引き写したというわけではなく、他の多くの資料の中の一つとして使ったのであろう。